# チオカプサ属
チオカプサ属はグラム陰性の非芽胞形成嫌気性ないし微好気性光合成らせん菌。非運動性の四連球菌。クロマチウム科に属し、基準種はチオカプサ・ロセオペルシキナ。属名は硫黄の箱を意味する。
硫黄化合物を含む汚水や海水などから発見されている。バクテリオクロロフィルaあるいはバクテリオクロロフィルbを有し、光合成をおこない硫化物を還元する。またスピロキサンチンを主としたカロテノイドを有し赤みがかった色をしている。